# Riviera Trains

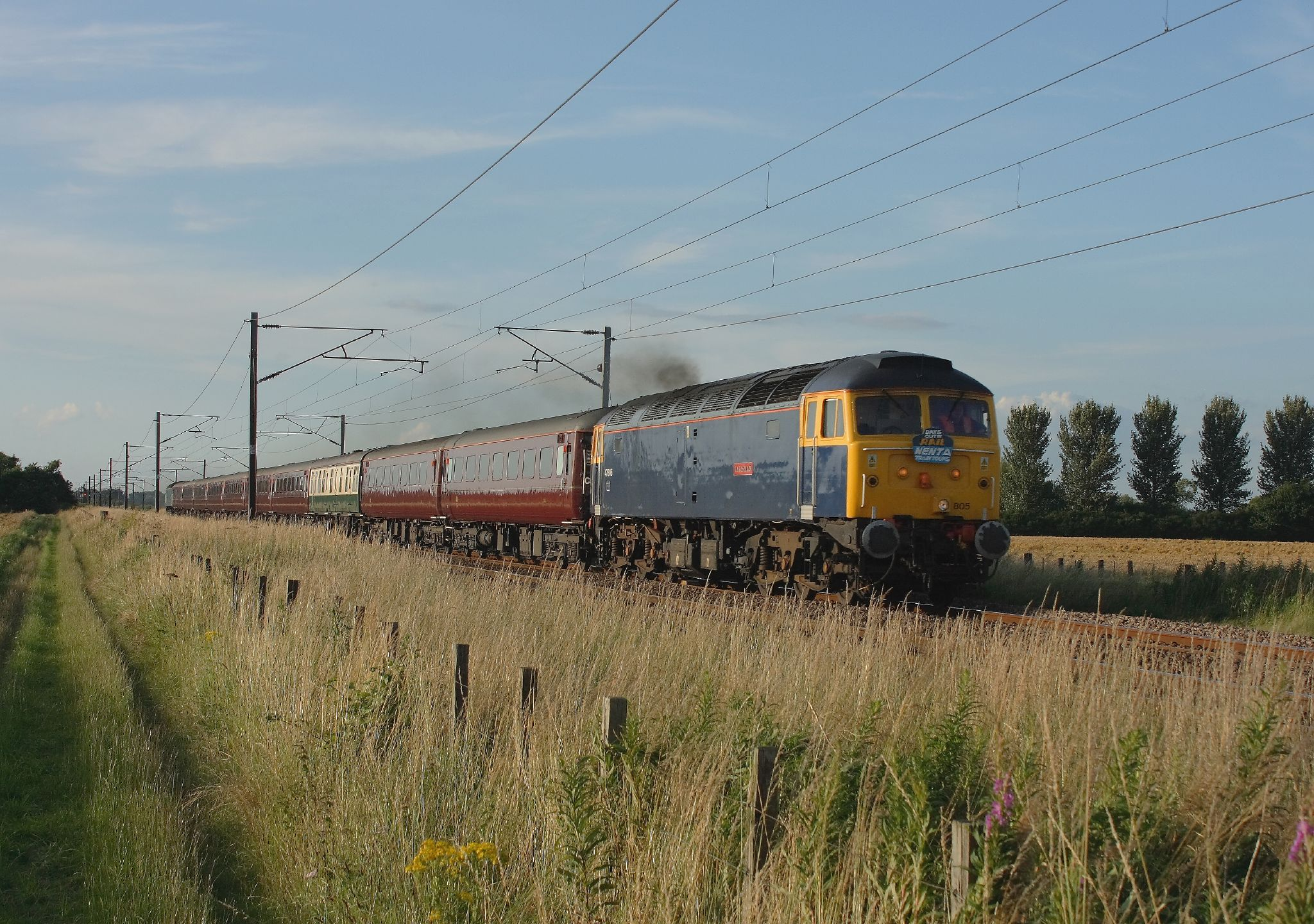
Locomotora BR Clase 47 N.º 47805 en Cromwell Moor en julio de 2007

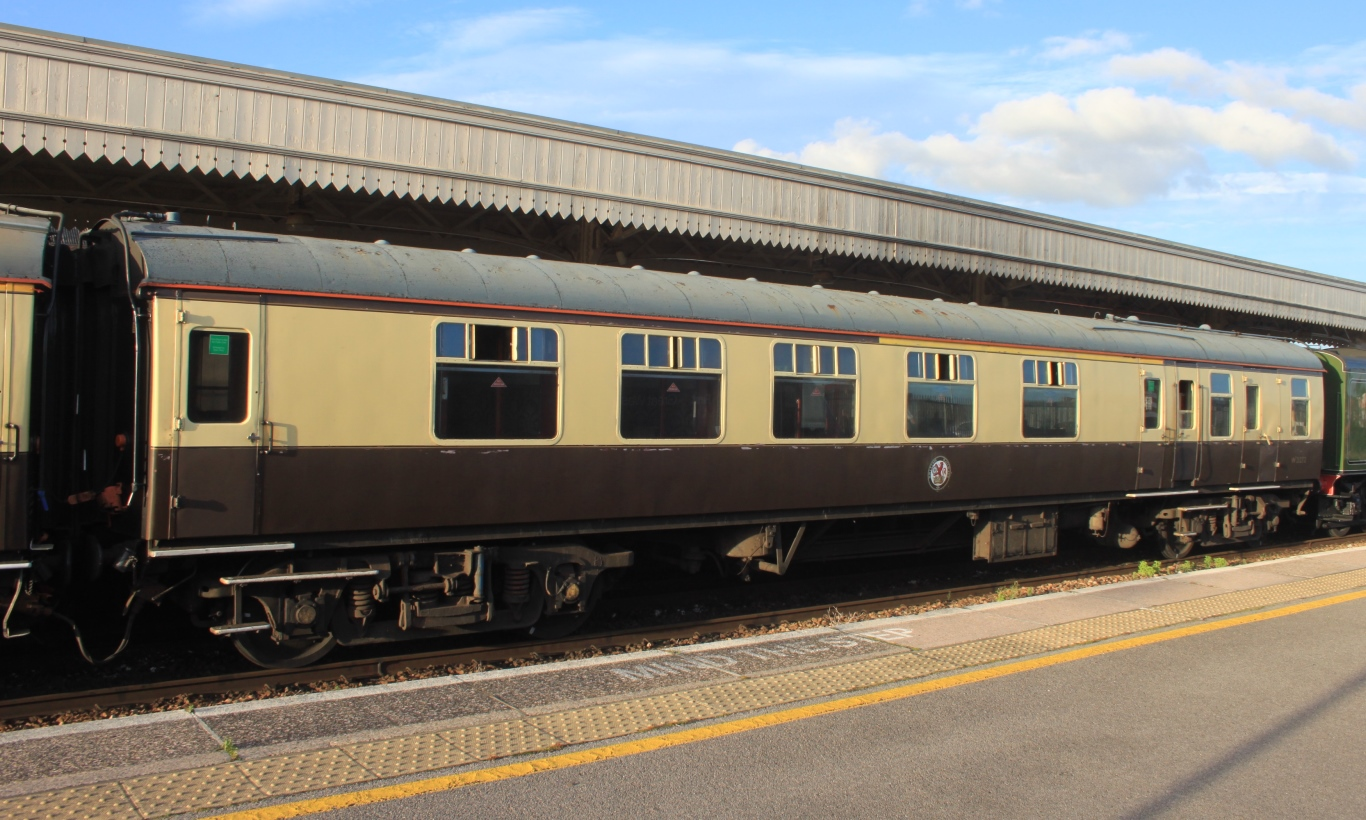
Coche BR Mark 1 con la librea del Great Western Railway

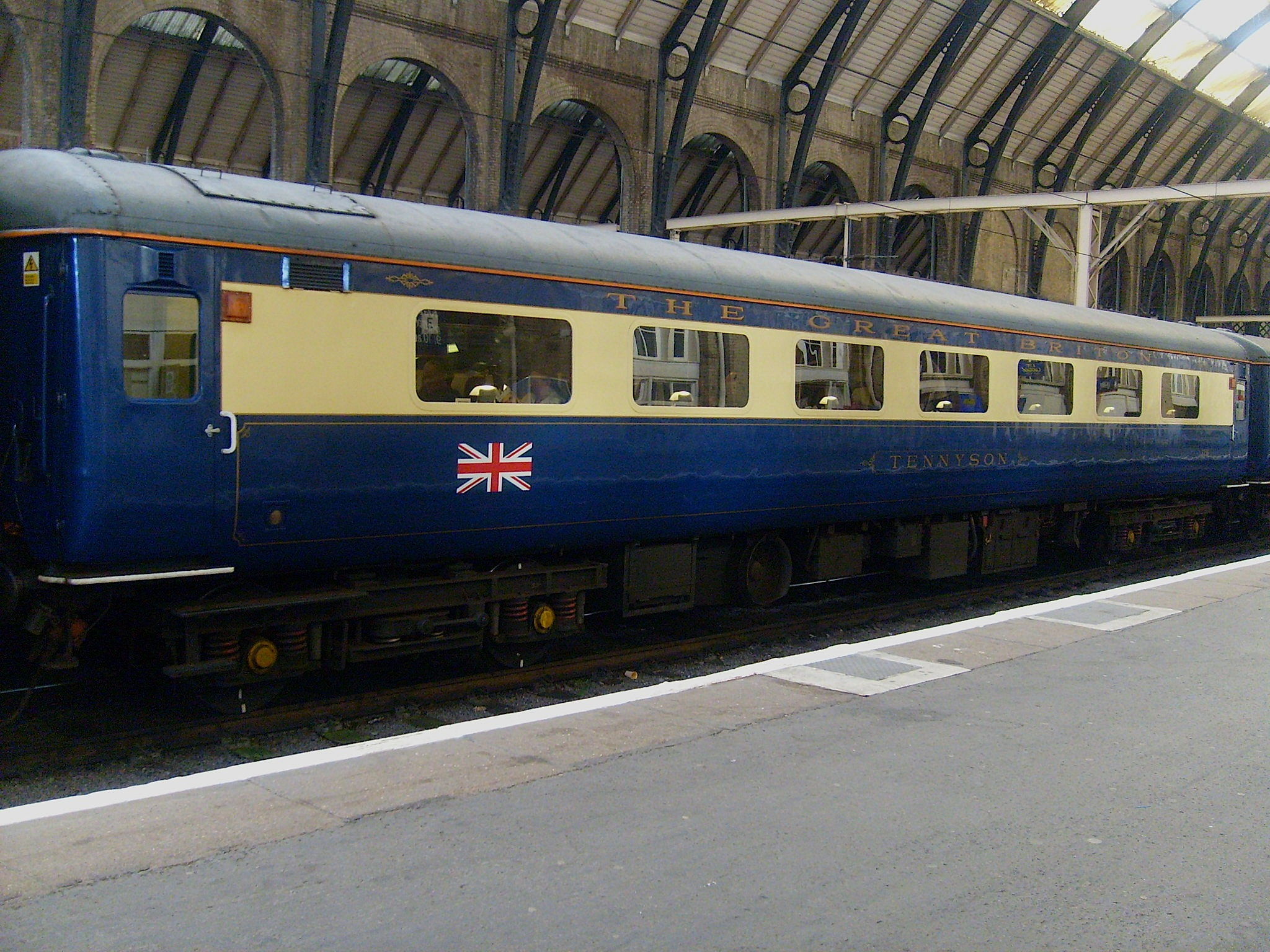
Coche BR Mark 2 con la librea Great Briton

Riviera Trains Limited es una empresa de alquiler de trenes a demanda con sede en Burton upon Trent y Eastleigh, en Inglaterra.

## Historia
Riviera Trains se fundó en 1995, inicialmente con sede en Cranmore, en el Ferrocarril de Somerset Este. Más adelante se trasladó a Crewe y a Eastleigh.

## Operaciones
Riviera Trains ha proporcionado material rodante en alquiler a corto y largo plazo a muchas compañías operadoras de trenes, incluidas Abellio ScotRail, Arriva Trains Wales, Direct Rail Services, el operador Great Western Railway, First ScotRail, Grand Central, Virgin CrossCountry y Wales & Borders.
Riviera también alquila sus vehículos a clientes que organizan recorridos en tren, como: The Branch Line Society, Compass Tours, Kingfisher Railtours, Past Time Rail, Pathfinder Tours 2006, SRPS, The Railway Touring Company y UK Railtours. En 2006, Riviera Trains adquirió Pathfinder Tours.

## Charter Alliance
El 1 de abril de 2007, EWS y Riviera Trains lanzaron Charter Alliance para ofrecer servicios de alquiler de trenes a demanda.

## Flota

### Locomotoras
En 1999 Riviera Trains compró sus dos primeras locomotoras, la 37029 y la 47705. Se adquirieron dos máquinas más de la Clase 47 (la 47805 y la 47839) a la compañía Porterbrook en 2002. El parque de locomotoras se incrementó con otras dos máquinas de la Clase 47 compradas a la Harry Needle Railroad Company (47575 y 47769) y otras seis más a Porterbrook (47812, 47815, 47829, 47843, 47847 y 47848). Después de largos períodos con poco uso, las locomotoras de la Clase 47 se vendieron a Direct Rail Services, a la Harry Needle Railroad Company y al Rail Operations Group entre 2011 y 2016.

### Coches de pasajeros
Riviera Trains comenzó con un conjunto de vagones BR Mark 1. Más adelante compró más coches Mark 1 y Mark 2.
La compañía puso en 2006 a disposición de sus clientes una serie de coches Mark 2F, denominada "The Great Briton". Todos los coches tenían los colores azul Oxford y crema, pintados a mano en LNWR Crewe. Los ocho coches de la serie llevan el nombre de personalidades británicas famosas, como Shakespeare y Churchill, y cuentan con la bandera británica pintada a mano a cada lado de los vagones. En enero de 2007, el lujoso tren Pullman "The Great Briton" se hizo cargo de la operación del "Blue Pullman" para Hertfordshire Rail Tours después de que cesaran las operaciones de FM Rail.

El 11 de abril de 2008, Riviera lanzó una serie de coches Mark 1 denominada "The Royal Scot". Se han invertido más de 500.000 libras esterlinas en este conjunto, que se ha pintado con librea carmín y crema, estando rotulados con el nombre "The Royal Scot". Tanto el interior como el exterior de los vehículos se sometieron a una remodelación completa.

## Flota anterior
| Clave: | Desguazado | Vendido para su uso |

| Número | Clase | Nombre        | Librea                    | Año de adquisición | Operador original    | Estado                                                |
| ------ | ----- | ------------- | ------------------------- | ------------------ | -------------------- | ----------------------------------------------------- |
| 47575  | 47    | -             | Rail Express Systems      | 2004               | ex EWS               | Desguace en 2010                                      |
| 47705  | 47    | Guy Fawkes    | LNWR en negro             | 1997               | ex Waterman Railways | Venta a Porterbrook en 2002, y conversión de la 57303 |
| 47747  | 47    | -             | EWS                       | 2007               | ex EWS               | Venta a Direct Rail Services en 2011                  |
| 47769  | 47    | Resolve       | Virgin CrossCountry       | 2004               | ex Porterbrook       | Venta a Harry Needle Railroad Company en 2013         |
| 47805  | 47    | -             | Azul Oxford               | 2005               | ex Porterbrook       | Venta a Direct Rail Services en 2011                  |
| 47812  | 47    | -             | Azul Oxford               | 2005               | ex Porterbrook       | Venta a Rail Operations Group en 2016                 |
| 47815  | 47    | Great Western | Azul Oxford               | 2005               | ex Porterbrook       | Venta a Rail Operations Group en 2016                 |
| 47829  | 47    | -             | British Transport Police  | 2005               | ex Porterbrook       |                                                       |
| 47839  | 47    | Pegasus       | Azul Oxford               | 2002               | ex Porterbrook       | Venta a Direct Rail Services en 2011                  |
| 47843  | 47    | Vulcan        | Azul Oxford               | 2005               | ex Porterbrook       | Venta a Rail Operations Group en 2016                 |
| 47847  | 47    | -             | Emblema grande BR en azul | 2005               | ex Porterbrook       | Venta a Rail Operations Group en 2016                 |
| 47848  | 47    | Titan Star    | Azul Oxford               | 2005               | ex Porterbrook       | Venta a Rail Operations Group en 2016                 |
| 47853  | 47    | Rail Express  | XP64 Azul/Rojo            | 2002               | ex Porterbrook       | Venta a Direct Rail Services in 2011                  |